# All Time Top 1000 Albums
All Time Top 1000 Albums és un llibre escrit per Colin Larkin, creador i editor de la Encyclopedia of Popular Music. El llibre va ser publicat per primera vegada per Guinness Publishing el 1994. La llista que es presenta és el resultat de més de 200.000 vots emesos pels amants de la música informades i qualificades en ordre. Cada àlbum s'anota amb els detalls de la seva creació i notes sobre la banda o l'artista que el va gravar.
L'àlbum dels The Beatles, Sgt. Pepper's Lonely Hearts Club Band, va aconseguir el primer lloc en la primera edició i el Revolver s'ha mantingut consistentment entre els cinc primers en cada edició del llibre.

## Antecedents
El 1987, el locutor de ràdio Paul Gambaccini va preguntar a aproximadament 80 crítics i disc jockeys del Regne Unit i els Estats Units per la seva llista dels 10 millors àlbums de tots els temps. D'aquestes llistes, en va fer una compilació dels "Top 100 Albums" va a continuació va ser editada per Pavilion Books el 1987. El 1993, Colin Larkin va ser contactat pel ja desaparegut diari Today, per a actualitzar aquesta llista, que va ser publicada al diari. Com a conseqüència Larkin va suggerir la idea d'un llibre "Top 1000 albums" al seu editor. A diferència de la llista Gambaccini, Larkin volia compilar una llista de vots emesos per la "opinió general", i en consonància amb els gèneres utilitzats en la Encyclopedia of Popular Music. Larkin es va posar a consultar a diversos milers de persones a través d'un formulari de votació impresos, al costat de les botigues de discs i enviats a escoles i universitats. El resultat va ser la primera edició de l'All Time Top 1000 àlbums, publicat el 1994.
El 1998, la segona edició va ser publicada per Virgin Books amb els vots rebuts continus durant els quatre anys anteriors. Com a resultat de la publicitat recollida gràcies a l'enciclopèdia i la primera edició, Larkin va ser capaç de demanar vots durant els seus nombrosos programes de ràdio per a la BBC GLR, ara BBC London 94.9. Ell va recollir 100.000 vots, i la 2a edició va vendre 38.000 còpies. El 1999 Virgin publicar una edició de butxaca més petita, seguida d'una tercera edició, publicada el 2000, moment en què l'enquesta en curs havia arribat a més de 200.000 vots. El setembre del 2000, la BBC News va informar de la batalla 'cara a cara' entre els Beatles i Radiohead, les dues bandes que van aconseguir les quatre primeres posicions a la llista.

## Llegat
L'any 2005 el llibre havia seguit el seu curs i el nombre de llocs web que utilitzaven la llista Virgin All Time Top 1000 Albums demostrava que Internet reflecteix l'opinió actual més ràpidament que el que podria fer qualsevol llibre imprès. El 2008 Larkin va co-fundar una companyia per a llançar un lloc web '1000Greatest.com', que convidava el públic a expressar les seves opinions sobre els àlbums, pel·lícules, novel·les i senzills. Posteriorment es va converitr en "Best Things On Earth" (o Btoe.com), que permetria als usuaris suggerir qualsevol tema i votar pel millor exemple d'aquest tema. Va ser seguit per una aplicació per a iPhone, que també va incloure les dades històriques de All Time Top 1000 Albums.

## Edicions
- All Time Top 1000 Albums, Guinness Publishing, 1994, ed. Colin Larkin
- All Time Top 1000 Albums, 2nd Edition, Virgin Books, 1998, ed. Colin Larkin
- All Time Top 1000 Albums, Pocket Edition, Virgin Books, 1999, ed. Colin Larkin
- All Time Top 1000 Albums, 3rd Edition, Virgin Books, 2000, ed. Colin Larkin